# Michael Weller (Mediziner)
Michael Weller (* 29. August 1962 in Rheinbach) ist ein deutscher Mediziner und Hochschullehrer.
Weller studierte Medizin an der Universität Köln. In den Jahren 1993 bis 1994 war er Habilitationsstudent der Deutschen Forschungsgemeinschaft (DFG) am Universitätsspital Zürich, wo er im Bereich der Klinischen Immunologie arbeitete und forschte. Im Jahr 1995 ging er an die Universitätsklinik Tübingen. 1997 habilitierte er sich im Fach Neurologie. Er war Leitender Oberarzt und stellvertretender Ärztlicher Direktor der Klinik für Neurologie. Im Jahr 2005 wurde er auf eine C4-Professur für Neurologie in Erlangen berufen, lehnte diese aber ab und nahm im Oktober 2005 den Ruf auf eine W3-Professor für Neurologie in der Nachfolge von Johannes Dichgans an.
Zum 1. Januar 2008 nahm er einen Ruf auf eine Professur an der Universität Zürich an.
Seine Forschungsbereiche liegen vor allem im Bereich der Hirntumoren, für welche er immunologische Therapieverfahren u. a. mittels RNA-Interferenz entwickelt.

## Auszeichnungen
- Gerhard-Hess-Preis der Deutschen Forschungsgemeinschaft
- Vincenz-Czerny-Preis der Deutschen Gesellschaft für Hämatologie und Onkologie
- Heinrich-Pette-Preis der Deutschen Gesellschaft für Neurologie
- Preis der Jacqueline Seroussi Memorial Foundation for Cancer Research
- 2007  Deutscher Krebspreis für die Leitung einer großen Therapiestudie in der Neuroonkologie